# Похилий ствол

Похилий ствол - рис. ліворуч

Похилий ствол (похилий стовбур) — підземна гірнича виробка, що має безпосередній вихід на земну поверхню і має функціональне призначення ідентичне до вертикального ствола (див. Стовбур шахти).
Обладнується, в залежності від кута нахилу, конвеєрним та (або) рейковим транспортом. Зазвичай має невеликий кут нахилу (до 18°), оскільки при більших кутах його використання не є ефективним.
Похилі стволи, які виконують функцію головних, проводяться спареними і відрізняються призначенням (транспорт гірської маси, доставка людей, матеріалів, обладнання та ін.).
Переваги похилих стволів для розкриття шахтного поля:
- можливість повної конвеєризації для видачі корисної копалини від очисного вибою до поверхні,
- велика продуктивність ствола,
- скорочення термінів будівництва шахти і
- менші в порівнянні з вертикальними стволами капітальні витрати.

вади:
- велика довжина ствола в порівнянні з вертикальними при розкритті одного і того ж пласта,
- велика вартість підтримання та обслуговування.